# Șerbănești
Șerbănești je rumunská obec v župě Olt. Žije zde přibližně 2 600 obyvatel. Administrativní součástí obce jsou i dvě okolní vesnice.

## Části obce
- Șerbănești – 1 892 obyvatel
- Șerbăneștii de Sus – 601 obyvatel
- Strugurelu – 108 obyvatel